# Zombi 3
Zombi 3 è un film del 1988 diretto da Lucio Fulci, tuttavia le riprese furono portate a termine sotto la regia di Bruno Mattei e Claudio Fragasso.
La sceneggiatura è stata scritta da Fragasso e sua moglie Rossella Drudi. Zombi 3 è stato distribuito nel circuito cinematografico italiano il 29 luglio 1988. Il produttore del film, Franco Gaudenzi, anziché distribuire il film nelle sale tramite la sua Flora Film, si affida alla D.M.V. distribuzione di Luciano Martino.
La sceneggiatura del film tratta la storia del virus "Death One", in grado di risvegliare i morti. Il virus viene rubato all'interno di una base militare da un gruppo di malviventi, ma durante la fuga, uno di loro ne viene a contatto. L'uomo infettato si trasforma, dunque, in uno zombi e muore. Il suo corpo viene cremato e le ceneri sparse nella città; tuttavia esse contagiano un gruppo di uccelli, che iniziano ad attaccare le persone, moltiplicando gli infetti dell'epidemia. Mentre la trasmissione del virus dilaga, tre militari in permesso e un gruppo di ragazze tenteranno di salvarsi dentro un albergo per evitare l'infezione.
Il film è il sequel ufficiale del cult horror Zombi 2, che venne girato da Fulci nelle Filippine nel 1979, con un budget molto ristretto. Zombi 3 è noto al pubblico italiano per la sua travagliata realizzazione e per i problemi che sorsero sul set, ma viene soprattutto ricordato per i molteplici errori, la scarsa recitazione e la comicità involontaria. Rispetto al primo film, Zombi 3 venne proiettato regolarmente solo nei cinema italiani, e non ebbe successo, così nel resto del mondo venne distribuito direttamente per l'home video. La critica italiana e quella americana bocciarono il film soprattutto per la trama priva di senso e per la mancanza di continuità causata dall'alternarsi di tre diverse regie.

## Trama
Un gruppo di malviventi ruba delle fiale contenenti un virus letale, detto "Death One", da una base militare. Durante la fuga, uno di loro viene colpito, gli sfugge di mano la valigetta in cui custodiva il virus e ne rimane contagiato. Per catturare l'uomo ed evitare che possa infettare altre persone, un medico, il dottor Older, e il Generale Morton decidono di far circondare la cittadina. Intanto il ladro è riuscito a nascondersi in un albergo e i sintomi dell'infezione si manifestano rapidamente. I militari riescono a individuare il nascondiglio, lo circondano e fanno evacuare la zona, ma quando lo trovano, l'uomo è già morto. Il generale ordina che i presenti vengano uccisi e sepolti, che sia demolito l'albergo e che il ladro sia cremato. Non viene prestata attenzione, tuttavia, al fumo e alle ceneri, che si disperdono sulla città infettando uno stormo di uccelli.
La settimana seguente, un gruppo di militari in permesso e un gruppo di ragazzi si incontrano casualmente. Una ragazza, Lia, viene attaccata da alcuni uccelli infetti e contrae il virus. La scena si sposta su altri due ragazzi, Patricia e Glen, che viaggiano in automobile. Anche quest'ultimo è ferito da uno stormo di uccelli. Raggiunta una stazione fuori servizio, Patricia scende dall'auto per cercare dell'acqua per Glen, ma viene attaccata da uno zombi che cerca di ucciderla con un machete. Sfuggita all'aggressione, Patricia riesce a tornare nell'auto dopo aver incendiato la stazione.
Alcuni scienziati, intanto, rilevano alti valori di radioattività causati da una nube tossica. Quando delle persone entrano in contatto con essa, sono spinti a uccidere, a promuovere disordini e a praticare il cannibalismo. Di nuovo, si cerca di circoscrivere l'area, mentre gli scienziati iniziano a cercare un antidoto. I ragazzi dell'autobus insieme ai militari arrivano nell'albergo da cui è scaturita l'infezione. Le condizioni di Lia peggiorano; una delle ragazze e Bo, uno dei militari, vanno in cerca di un dottore, mentre gli altri perlustrando l'albergo trovano una cassa piena di armi. La macchina sulla quale viaggiano Bo e la ragazza si ferma per un guasto. La ragazza va in cerca di acqua, ma è aggredita da uno zombi. Sentendo le sue urla, Bo la raggiunge per salvarla, ma viene aggredito a sua volta dalla ragazza stessa, che cerca di morderlo. Sebbene venga circondato da altri zombi, riesce a fuggire e incontra Patricia e Glen in macchina che si stanno dirigendo verso l'ospedale di Santa Monica. Mentre si fa sera, Glen attacca Patricia e Bo riesce a fermarlo, ma viene circondato nuovamente dagli zombi e ucciso. Mentre scende dall'auto, Patricia, inseguita, si ferisce a una gamba. Riesce comunque a seminare il gruppo di zombi, gettandosi da un ponte sospeso nell'acqua sottostante.
Nell'albergo due ragazzi si mettono a cercare del cibo, ma mentre aprono il frigo vengono attaccati e uccisi da una testa mozzata che si trovava al suo interno e dal corpo dello zombi. Una delle ragazze, Nancy, viene attaccata da Lia, diventata ormai zombi. Nancy ha la meglio e butta Lia da una finestra. Patricia raggiunge l'albergo e informa i ragazzi dell'imminente arrivo degli zombi che la stavano seguendo. Tutti insieme iniziano a barricarsi all'interno della struttura. Le difese non sono però sufficienti e, durante l'assalto, uno dei ragazzi viene ucciso. I sopravvissuti lasciano l'albergo e si dirigono verso la foresta.
Il giorno seguente, Roger viene attaccato mentre è di guardia. Uno zombi lo trascina verso il fiume, dove il ragazzo riesce a liberarsi. Scopre così delle canoe, che serviranno a tutti per risalire il fiume. Mentre gli scienziati continuano a cercare una cura, i soldati stanno disinfestando le zone contaminate. I ragazzi attraccano in una zona che sembra sicura per fasciare la gamba di Patricia, ma qui uno di loro, David, viene ucciso dal fuoco di alcuni militari che sparano loro contro. Costretti a fuggire verso una zona più sicura, i ragazzi arrivano in un centro adibito per ospitare i superstiti, e mentre Roger e Kenny controllano il perimetro, Patricia e Nancy trovano nell'infermeria una donna che sta per partorire. Patricia va a cercare i due ragazzi, ma viene sorpresa nuovamente da Glen, che cerca di ucciderla. Mentre Nancy sta assistendo la partoriente, viene attaccata e uccisa da uno zombi e dal neonato zombi della donna incinta. Intanto i ragazzi vengono attaccati da un gruppo di militari, ma riescono a liberarsi e tornano da Patricia che ha appena ucciso Glen. I ragazzi escono dal centro e vengono attaccati da altri zombi, ma riescono ancora a fuggire, questa volta con un elicottero. Roger però non riesce a salire a bordo e muore.
Mentre Kenny e Patricia scappano, accendono la radio e sentono uno speaker, diventato anche lui zombi, che incoraggia i suoi simili a conquistare il mondo e a cibarsi della carne umana.
(Lo speaker Blue Heart rivolgendosi a tutti gli zombi del mondo)

## Produzione

### Regia

#### Regia di Fulci

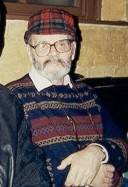
Lucio Fulci

Dopo le due pellicole commissionate dalla Alpha Cinematografica, che vennero realizzate per il mercato straniero, Fulci tentò di ritornare alla ribalta con il sequel del film horror Zombi 2, che lo aveva portato alla notorietà internazionale. L'idea iniziale di Fulci, Gianfranco Clerici e Vincenzo Mannino era quella di girare il sequel in 3D, con il titolo provvisorio di Zombi 3D. Il film doveva essere un colossal con i morti viventi e venne presentato con la frase di lancio "Sarete immersi nel terrore". I tre proposero l'idea a dei produttori esteri che inizialmente accettarono, ma poi espressero delle perplessità per le difficoltà che dava il procedimento 3D. In quel periodo poi il film horror in 3D Venerdì 13 parte III: weekend di terrore, non ebbe successo in Italia e i produttori abbandonarono totalmente l'idea. Durante un'intervista fatta dal giornale "Mad Movies", Claudio Fragasso ha dichiarato che la storia del 3D fu inventata e solamente usata per motivi pubblicitari, e infine che non sono mai state girate scene in 3D per il film.
Durante questo periodo Fragasso e sua moglie Rossella Drudi scrissero una sceneggiatura che presentarono ai produttori della Variety. I produttori chiesero a Fragasso e a Bruno Mattei di realizzare il film, ma dato che entrambi i registi erano occupati, i produttori decisero di affidare la sceneggiatura a Fulci, dato che aveva già diretto Zombi 2. Fulci venne poi contattato dal suo agente Attilio De Santis, che gli chiese di realizzare Zombi 3. Fulci era titubante, anche se il suo agente lo convinse dicendogli «Fulci, accetta. Hanno i soldi, buona produzione, bravi attori, nelle Filippine...», così Fulci accettò e partì nelle Filippine con sua figlia. Le riprese iniziarono nel settembre 1987, durarono circa cinque settimane e si svolsero a Los Baños nelle Filippine. Il film venne girato con il titolo provvisorio Revenge of the Zombies.
Nel corso degli anni, si sono diffuse tre storie per quanto riguarda la regia di Fulci in Zombi 3. Alcune fonti sostengono che Fulci abbia dovuto abbandonare il set a causa di malattia (un'ascite secondo Mattei), inoltre il clima delle Filippine non giovò a suo favore, per questo fece ritorno a Roma. Altre fonti sostengono che Fulci abbia abbandonato il set a causa di forti contrasti con la produzione e con Fragasso. Infine Fragasso in un'intervista ha sostenuto che Fulci abbia completato il film e che sia rimasto nelle Filippine per tutte e cinque le settimane stabilite, ma il produttore accortosi dopo il montaggio che era necessario girare altri venti-trenta minuti di pellicola per rendere il film più completo, abbia dovuto chiamare un altro regista per terminare le riprese.

#### Regia post-Fulci
Fulci girò circa 70-75 minuti, che il produttore ritenne insufficienti per un film. Assegnò quindi ad altri il compito di girare nuove scene di collegamento, per rendere il film più lungo. Generalmente vengono indicati due registi che andarono nelle Filippine per terminare il lavoro cominciato da Fulci, Claudio Fragasso e Bruno Mattei; entrambi però non appaiono nei crediti del film. Fragasso appare solo come sceneggiatore.
Secondo Rossella Drudi dopo che in una notte scrisse le scene di collegamento mancanti, il giorno seguente Fragasso partì per le Filippine per girare le ultime scene, con parte degli attori mancanti, in sequenze nuove e con nuovi attori. Quando Fragasso arrivò alle Filippine raggiunse Mattei che stava girando Robowar - Robot da guerra e i due si divisero le scene che girarono separatamente, dato che non erano più in buoni rapporti.
In varie occasioni Fulci ha ribadito che non considera suo il film. Sebbene Fragasso e Drudi abbiano dichiarato che Fulci abbia approvato il lavoro alla sua conclusione, quest'ultimo successivamente criticò impietosamente il risultato raggiunto da Mattei e Fragasso, insultando entrambi.

### Sceneggiatura
Il soggetto e la sceneggiatura del film sono stati scritti da Claudio Fragasso e da sua moglie Rosella Drudi, sebbene quest'ultima non appaia tra i crediti finali in alcuna versione del film. Inizialmente la sceneggiatura non era destinata a Fulci, e Fragasso durante un'intervista spiegò che «Questa sceneggiatura era una specie di vendetta di Virus. Siccome Virus non era poi diventato il film che volevamo, Zombi 3 doveva essere quello che Virus non era stato.» Difatti secondo alcune interviste rilasciate dalla Drudi la sceneggiatura sarebbe stata realizzata da lei e da Fragasso con la complicità di Fulci. Dopo aver terminato la sceneggiatura, la Drudi la presentò a Fulci. Secondo una clausola contrattuale, Fulci avrebbe potuto rifiutarsi di procedere nella realizzazione del film, se non gli fosse piaciuta la sceneggiatura. Tuttavia, il regista apprezzò la versione che gli venne sottoposta anche se si rese conto che non avrebbe potuto realizzarla così com'era scritta, perché troppo costosa. La Drudi allora si propose per apportare le dovute modifiche e renderla così più "leggera", ma Fulci le rispose che l'avrebbe fatto lui in un secondo momento.
Nel corso di un'intervista molto successiva al film, la Drudi ricostruisce la nascita della prima sceneggiatura, legata al film precedente, con opportune differenze. «Al posto del college americano c'era un viaggio di piacere di un gruppo di giovani ragazzi, tra di loro c'erano anche dei militari che facevano il doppio gioco, più un gruppo di militari americani che erano lì per proteggere le segretissime sperimentazioni per armi batteriologiche ad opera militare». Tra gli aspetti del film più apprezzati dall'autrice, c'è il parto di una donna sana ma contagiata dal virus, con un neonato zombi.
Nella sceneggiatura però non era previsto che il film venisse girato nelle Filippine, perciò questa subì dei rimaneggiamenti e dei tagli sul posto, ma non da parte della Drudi. Dopo che Fulci abbandonò il set, il produttore richiamò la Drudi e Fragasso per comunicargli che il film non era completo e in una notte la Drudi scrisse la parte mancante, provando a dare un senso al tutto, scrivendo in base a quello che era stato girato precedentemente. Secondo la Drudi comunque Fulci a lavoro ultimato approvò il tutto.

### Cast
Come protagonisti vennero scelti Beatrice Ring che interpretò Patricia, Deran Sarafian nel ruolo di Kenny, e Ottaviano Dell'Acqua, nel film accreditato come Richard Raymond, che interpretò Roger. Sarafian successivamente diventerà un prolifico regista di episodi di serie televisive drammatiche, tra cui CSI - Scena del crimine e Dr. House - Medical Division. Dell'Acqua inoltre aveva già collaborato con Fulci per Zombi 2, ricoprendo però il ruolo marginale dello zombi.
Nelle scene girate da Fulci compariva anche Luciano Pigozzi, conosciuto anche con lo pseudonimo Alan Collins. Pigozzi era celebre per le sue apparizioni nei gotici italiani, mentre nel film di Fulci interpretò il "Direttore dell'impianto", anche se successivamente le scene vennero cancellate. Durante questo periodo Pigozzi era impegnato nelle Filippine anche con le riprese di Strike Commando 2 - Trappola diabolica e Robowar - Robot da guerra, entrambi diretti da Bruno Mattei. Anche queste riprese dell'attore non compaiono nei film e vennero cancellate.
Tra gli attori non protagonisti, Mike Monty e Massimo Vanni erano anch'essi impegnati con i vari film diretti da Mattei nel 1988, inoltre Vanni comparirà anche nel sequel di Zombi 3 diretto da Fragasso, After Death (Oltre la morte). Ulli Reinthaler che interpreta Nancy aveva già collaborato con Fulci in Aenigma. Dell'Acqua e Reinthaler sono gli unici attori del cast che avevano già collaborato con Fulci.
Durante le riprese Fragasso e Mattei appaiono in un cameo mentre mettono in una fornace il corpo di uno zombi con le sembianze di Fulci. Durante un'intervista Mattei ha ricordato questa scena come «omaggio "cattivello" [...] fatto a Lucio», mentre Fragasso in un'intervista ha dichiarato che non c'è alcun nesso tra lo zombi e Fulci.

### Fotografia
Come direttore della fotografia venne ingaggiato Riccardo Grassetti. Inizialmente il film doveva essere realizzato in notturno, ma le condizioni di salute di Fulci non lo permisero perché le notti erano troppo umide. Allora il film venne girato durante il giorno e, per simulare l'effetto notte, in interni. Fosse stato ambientato nella giungla delle Filippine, avrebbe sicuramente offerto altre suggestioni.

### Scene eliminate
Alcune scene girate furono eliminate dal montaggio finale del film:
- Un fotogramma ritrae uno zombi mentre attacca in un lago una ragazza distesa sopra una tavola da surf. Questa foto venne usata in diversi articoli che parlavano del film. Nella rivista Nosferatu, la foto è stata descritta come «[...] una Jasoniana immagine di Zombi 3» per la somiglianza che la foto ha con la scena finale di Venerdì 13, in cui la protagonista mentre si trova sopra una canoa viene attaccata da un ragazzo che la trascina nelle profondità del lago.[20] La stessa immagine venne usata da Marcello Garofalo in un articolo della rivista Ciak, nella sezione "Bizarro! Movies". Anche nella rivista Ciak la foto è attribuita al film Zombi 3. La sequenza comunque non è presente nella versione italiana e neanche in quella giapponese (che include varie scene aggiuntive realizzate da Mattei). Secondo Davide Pulici redattore della rivista Nocturno, che è riuscito a risalire al produttore Franco Gaudenzi, la scena fa parte del girato non montato, curato dallo stesso Fulci.[21]
- Le scene supplementari girate da Mattei vennero inserite nella versione giapponese. Queste vennero doppiate in lingua italiana, ma non vennero incluse nelle varie versioni internazionali. Le scene sono tre: il prologo con esperimento su cadavere, la fuga del protagonista nella foresta e una scena di veglia su Lia prima che quest'ultima si tramuti in zombi.

Il prologo, in cui il Dottor Holder e il suo assistente tentano di rianimare un corpo, è incluso nella versione giapponese distribuita dalla "Tokuma Video and Magnet DVD". Queste tre scene sono state restaurate e incluse nella versione italiana del DVD edito da Cinekult nel 2011. Alcune scene sono state restaurate in America nel 2002 e distribuite dalla "Shriek Show".

## Colonna sonora
La colonna sonora del film fu composta da Stefano Mainetti insieme alla band Clue in the Crew. Le musiche usate vanno dal rock alla musica elettronica. Il CD comprende anche un libretto di otto pagine con le note della figlia di Fulci, Antonella, più un piccolo riassunto della trama del film con delle immagini. La colonna sonora è stata pubblicata per la prima volta in Italia nel 1997 dalla Beat Records Company in formato digitale. Successivamente è stata pubblicata in Nord America dalla Phantom il 28 ottobre 2008. La colonna sonora è composta da 15 tracce, e dura circa 43 minuti.
Mentre recensiva Zombi 3, Jay Slater nel suo libro Eaten Alive!: Italian Cannibal and Zombie Movies, ha definito le musiche di Stefano Mainetti «superbe». Giulio De Gaetano del sito Indie Horror ha valutato positivamente le musiche: «Stefano Mainetti [...] riesce a firmare un vero e proprio piccolo capolavoro. Atmosfere oscure e criptiche dove orde di famelici zombies compaiono dal buio, costringendo la vittima a rintanarsi in un angolo cieco dove inevitabilmente ne diverrà pasto. Splendide le varie sequenze (otto tracce) che formano il tema principale di Zombi 3, con l'appeal gotico grazie all'uso sapiente di cori maschili e femminili che si intrecciano con gli archi in un crescendo di tensione veramente unico.». Successivamente ha terminato la recensione scrivendo che l'album è «Un lavoro da ascoltare assolutamente, specialmente per chi ha sempre amato le influenze musicali degli anni ottanta nelle colonne sonore. Complimenti.».
Guido Henkel sul sito "DVD Review" ha dato un giudizio orientato sul negativo alle musiche, sostenendo che il lavoro di Mainetti ricorda quello di Fabio Frizzi per altri film di Fulci, ma ha anche evidenziato che le musiche «non riescono a catturare lo stato d'animo dell'ambiente altrettanto bene.»

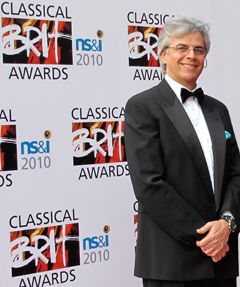
Il compositore Stefano Mainetti ai "Classical Brit Awards" nel 2010.

Tracce
Edizioni musicali Variety Film.
1. Zombi 3 (Seq. 1) – 2:58 (Stefano Mainetti)
2. Nature – 3:35 (Clue In The Crew)
3. Zombi 3 (Seq. 2) – 2:20 (Stefano Mainetti)
4. Tumble Down – 3:37 (Clue In The Crew)
5. Zombi 3 (Seq. 3) – 4:05 (Stefano Mainetti)
6. The Sound Of Fear – 3:58 (Clue In The Crew)
7. Zombi 3 (Seq. 4) – 2:07 (Stefano Mainetti)
8. Tumble Down (Instrumental) – 2:35 (Clue In The Crew)
9. Zombi 3 (Seq. 5) – 2:17 (Stefano Mainetti)
10. Slow Think – 1:52 (Clue In The Crew)
11. Zombi 3 (Seq. 6) – 2:09 (Stefano Mainetti)
12. The Sound Of Fear (Instrumental) – 2:49 (Clue In The Crew)
13. Zombi 3 (Seq. 7) – 2:50 (Stefano Mainetti)
14. Slow Think (Instrumental) – 1:52 (Clue In The Crew)
15. Zombi 3 (Seq. 8) – 4:06 (Stefano Mainetti)

## Promozione
(Flano pubblicitario del film)

## Distribuzione

### Titoli per l'estero
Il film uscì nel Regno Unito come vero sequel di Zombi 2, infatti Zombi 2 venne distribuito come Zombie Flesh Eaters mentre Zombi 3 venne distribuito come Zombie Flesh Eaters 2. In Argentina, Francia e Stati Uniti invece venne distribuito come Zombi 3; in Portogallo sottotitolato con "A Revolta dos Mortos-vivos" e in Germania con "Ein neuer Anfang". Rispetto a Zombi 2, i titoli di Francia, Germania Ovest e Spagna non coincidono come sequel, ma vendono indicati come film separati.

### Divieti
- Canada (Québec): VM 16
- Germania Ovest: VM 18
- Germania Est: [censura 1]
- Italia: VM 14
- Norvegia: VM 18 [censura 2]
- Regno Unito: VM 18
- Portogallo: VM 18
- Stati Uniti: R

1. ↑  bandito e successivamente pesantemente tagliato
2. ↑  non tagliato

Il film fu approvato dalla censura il 2 giugno 1988, con il visto n. 83666, e fu vietato ai minori di 14 anni. In Germania Zombi 3 venne inizialmente bandito e successivamente pesantemente tagliato; ne fu comunque vietata la visione ai minori di 16 anni. In Norvegia passò nel 2008 la versione non tagliata, con divieto ai minori di 18 anni. Negli Stati Uniti la Motion Picture Association of America catalogò la pellicola sotto il visto R (Restricted), che viene usato per contraddistinguere i film con violenza, gore e che utilizzano linguaggio scurrile. Successivamente il DVD della "Shriek Show" fu distribuito senza tagli. Nel Regno Unito il film venne pesantemente tagliato, tant'è che alcune scene vennero eliminate e il minutaggio ridotto. Il film tutt'oggi è nel Regno Unito vietato ai minori di 18 anni.

### Edizioni home video
Il film inizialmente era disponibile in Italia nella versione VHS edita dalla AVOFILM. Il 24 settembre, 2002 il film uscì in America per la prima volta in DVD, edito dalla "Shriek Show" in lingua italiana e inglese.
La versione integrale restaurata di 95 minuti (che include tutte le scene eliminate) è stata pubblicata da Cinekult in Italia il 19 ottobre, 2010, e contiene vari extra come ad esempio un documentario di 40 minuti che include interviste degli attori Ring, Vanni, Loi e una sezione chiamata "Lo zombi rifatto" con interviste a Gaudenzi, Fragasso, Drudi e Mattei. Inoltre è inclusa una galleria fotografica e le scene mancanti.

## Accoglienza

### Incassi
Zombi 3 venne distribuito nei cinema italiani il 29 luglio 1988. La prima proiezione avvenne nel cinema Manzoni di Milano. Il film risultò un flop, senza neanche riuscire a classificarsi tra i cento migliori incassi della stagione cinematografica 1988/1989. L'insuccesso è stato anche attribuito al fatto che, nel 1988, l'horror e lo splatter non attiravano più spettatori come alcuni anni prima. Il sequel inoltre deluse i fan di Zombi 2. Di conseguenza, Zombi 3 venne distribuito solo in Portogallo il 30 agosto 1989, mentre nel resto del mondo il film uscì solo in versione VHS per l'home video.
Anche se il film si è guadagnato una certa notorietà nel corso degli anni, non ha mai ricevuto una distribuzione ufficiale nei cinema al di fuori dell'Italia.

### Critica
A differenza del film precedente, Zombi 3 ricevette solo recensioni negative, sia da parte della critica italiana che da quella statunitense. Louis Paul ritiene tuttavia che nel corso degli anni il film sia comunque stato rivalutato e sia diventato un cult.
In Italia Zombi 3 non è stato giudicato positivamente dai critici. Uno dei pochi critici che salvò parzialmente il film fu il giornalista Claudio Carabba, dicendo che «a sprazzi si vede il lavoro del regista Fulci». La recensione del quotidiano Il Messaggero, ha evidenziato i momenti più importanti del film e ha concluso dicendo che «Le trame simboliche degli horror-movies sono sincere, per quanto deturpanti; se si passano i rozzi dialoghi, nel caso, c'è da riflettere e imparare qualcosa». Il sito Film TV assegna al film 2 stelle su cinque e termina la recensione definendolo «girato senza cura da Fulci, è uno dei suoi meno interessanti». Roberto Rippa della webzine Rapporto Confidenziale ha definito il film «[...] brutto. Di più, è un non film, un'opera senza capo né coda, raccogliticcia, zeppa di scopiazzature (non citazioni) oltretutto male utilizzate.»
Nel libro The Walking Dead - L'evoluzione degli zombie in TV nel fumetto e nel videogioco il film è stato accolto negativamente e definito «[...] molto più superficiale del capitolo precedente [...]» e che «[...] tenta la via della blanda riproposizione delle già viste storie di contrapposizione tra militari e morti viventi, ma raschia palesemente il barile dei film del genere.» Roberto Chiti, Roberto Poppi ed Enrico Lancia nella loro enciclopedia dei film descrivono Zombi 3 come un pasticcio commerciale, vecchio e senza idee, che non aggiunge niente ad entrambe le filmografie dei due registi, Fulci e Mattei. Rudy Salvagnini nel Dizionario dei film horror gli ha assegnato una stella su cinque, e ha scritto che «Il risultato finale è una pellicola con poca storia e poche sequenze orrorifiche degne di nota, rimpinzata da inconcludenti scene d'azione con militari che sparano all'impazzata»; ha criticato negativamente il cast, ma ha aggiunto che «Gli zombie non sono male». Il Fantafilm ha definito il film «Indigeribile rimasticatura dei film sugli zombi», una recensione simile a quella del Farinotti che ha scritto «Horror di rara bruttezza, indegno della firma e dell'inventivo Lucio Fulci.»
Negli Stati Uniti le poche recensioni presenti nel sito statunitense Rotten Tomatoes sono tutte negative. Mick Martin e Marsha Porter nel libro DVD & Video Guide 2005 hanno definito il film «orribile». Jamie Russell nel libro Book of the Dead: the Complete History of Zombie Cinema ha stroncato il film, descrivendolo come «una delusione terribile, veramente un pezzo di incompetenza che combina delle performance inette, con una trama ridicola». Glenn Kay nel libro Zombie Movies: The Ultimate Guide ha descritto il film come «[...] molto brutto, ma è comunque presente un sacco di sangue e regala qualche risata involontaria». Il giornalista Robert Firsching del sito AllMovie ha assegnato al film una stella e mezzo su cinque e ha criticato negativamente il lavoro di Fragasso e il film in generale.

## Citazioni e riferimenti
- Fulci omaggiò in una sequenza la pellicola diretta da Alfred Hitchcock, Gli uccelli. Nella parte iniziale del film, alcune persone vengono attaccate da uccelli-zombi.[44]
- Nel film è presente una scena in cui due militari, interpretati da Mattei e Fragasso, bruciano il corpo di un uomo infetto. Successivamente le ceneri infettano altri umani e risvegliano i morti facendoli diventare zombi. L'intero concetto della scena è ripreso dal film Il ritorno dei morti viventi.[44]
- La sequenza della testa mozzata, presente all'interno di un frigorifero che si avventa contro un'incredula vittima, deriva dal film Macabro diretto da Lamberto Bava nel 1980.[44] La scena verrà poi citata anche nel finale di L'alba dei morti viventi.[44]
- La sequenza finale omaggia il celebre Platoon, in cui c'è la morte di un militare.[19]

## Influenza culturale

Una scena del film Le notti del terrore. Si noti la somiglianza con gli zombi di Zombi 3

Dato il buon successo riscontrato dal filone avviato con Zombi di Romero e Zombi 2 di Fulci, i distributori italiani cercarono di sfruttare la serie degli zombi distribuendo nel circuito cinematografico alcuni film con il nuovo titolo Zombi 3. Il film diretto nel 1974 da Jorge Grau, Non si deve profanare il sonno dei morti venne rititolato Da dove vieni? nel 1976 e Zombi 3 nel 1980. Anche il noto Zombi Holocaust, diretto da Marino Girolami che mescola il genere dello zombi movie con quello del cannibal movie è conosciuto in America con il titolo Zombie 3. Sempre nel 1981 in Italia venne distribuito il film Le notti del terrore diretto da Andrea Bianchi; il film è stato distribuito con diversi titoli, tra cui anche Zombi 3: The Nights of Terror. Infine il noto Rabid - Sete di sangue diretto da David Cronenberg, circolò riedito in alcune sale dell'Italia meridionale, soprattutto a Napoli e nella provincia, come Zombi 3.
Tutti questi film comunque non hanno niente a che vedere con i film di Fulci e Romero.

## Sequel
Subito dopo l'uscita di Zombi 3, Fragasso prese il controllo della serie e diresse il quarto capitolo, After Death (Oltre la morte), che venne distribuito negli Stati Uniti d'America con il titolo Zombie 4: After Death. La sceneggiatura del film venne scritta dalla Drudi che aveva già collaborato con la sceneggiatura e il soggetto di Zombi 3. After Death (Oltre la morte), come il precedente Zombi 3, non ha niente a che vedere con l'originale Zombi 2, anche se venne spacciato come quarto capitolo della serie. Non comincia, infatti, dal punto in cui termina il terzo, ovvero dopo il diffondersi del virus "Death One", ma parte da una nuova infezione. È tuttavia accomunato a Zombi 3 dai luoghi delle riprese, le Filippine, scelte, anche in questo caso, per ammortizzare i costi della produzione.
After Death (Oltre la morte) è considerato da critica e pubblico come il peggiore dell'intera serie, per le scene senza senso, i continui errori da parte della regia e i buchi della sceneggiatura. Inoltre ha sull'IMDb e su Rotten Tomatoes la valutazione, da parte degli utenti, più bassa della trilogia. È indicato come l'ultimo sequel ufficiale della trilogia inaugurata da Fulci, sebbene nel 1988 Joe D'Amato produsse Killing Birds, diretto da Claudio Lattanzi, che venne distribuito negli Stati Uniti con il titolo Zombie 5: Killing Birds.